# Alessia Orla
Alessia Orla (* 5. April 1992 in Venaria Reale, Provinz Turin) ist eine italienische Triathletin, zweimalige Triathlon-Staatsmeisterin in der Jugend- und Juniorenklasse (2006 und 2009) und Staatsmeisterin auf der Triathlon-Sprintdistanz (2019).

## Werdegang
2006 war sie nationale Jugendmeisterin und 2009 auch Juniorenmeisterin. In Italien tritt Alessia Orla für die Vereine AS Torino Triathlon bzw. RUN Torino an.

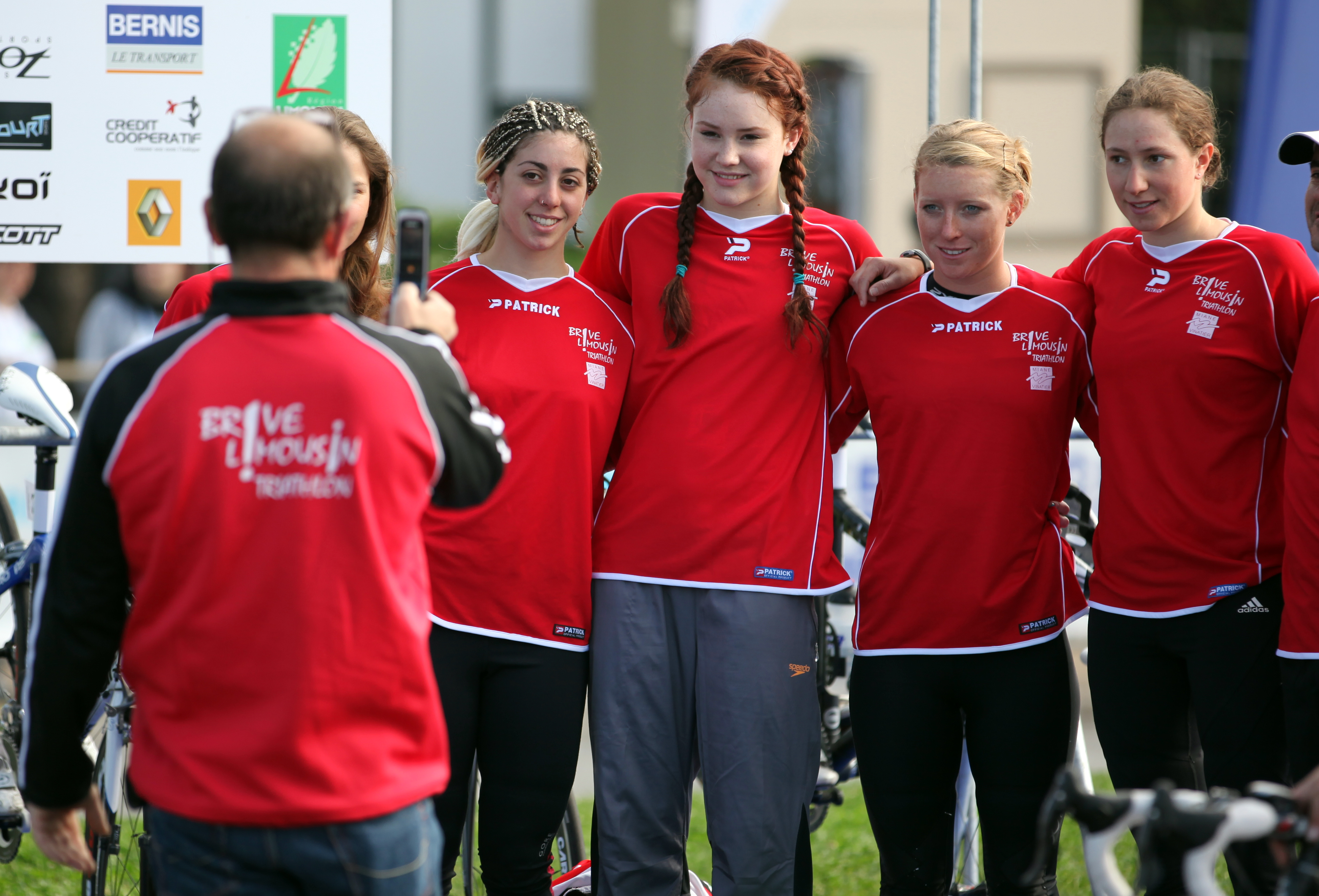
Alessia Orla mit der Mannschaft vom Club Brive Limousin in Nizza (2011)

2011 nahm Alessia Orla als Elite-Legionärin auch an der französischen Clubmeisterschaftsserie Lyonnaise des Eaux teil und ging für Brive Limousin an den Start. Beim Eröffnungstriathlon in Nizza (24. April 2011) wurde Orla 23. und war damit unter den drei triathlètes classants l'équipe ihres Clubs, auch die beiden übrigen gewerteten Triathletinnen waren Elite-Legionärinnen: Lucy Hall und Emma Davis. In Dünkirchen am 22. Mai 2011 wurde Orla 24. in der Einzelwertung und war damit Beste ihres Vereins.
Brive Limousin nennt Orla nicht unter seinen Elite-Triathletinnen, dafür scheint ihr Name jedoch unter zahlreichen ausländischen Legionärinnen wie z. B. den Italienerinnen Charlotte Bonin und Annamaria Mazzetti unter den Elite-Läuferinnen des Vereins Triathlon Club Nantais auf.
Im Oktober 2014 wurde sie in Riccione Dritte bei der Staatsmeisterschaft auf der Sprintdistanz. Im Mai 2016 gewann sie auf der Kurzdistanz den Kalterer See Triathlon. Im September 2019 wurde die damals 27-Jährige in Lignano italienische Staatsmeisterin auf der Triathlon-Sprintdistanz.

### Cross-Triathlon 2022
Im April 2022 wurde sie Dritte bei der Staatsmeisterschaft Cross-Triathlon und im Juni 2023 ebenso Dritte auf der Triathlon-Kurzdistanz.
Alessia Orla lebt in Turin.

## Sportliche Erfolge
| Datum/Jahr    | Rang | Wettbewerb                                                 | Austragungsort     | Zeit     | Bemerkung                                                |
| ------------- | ---- | ---------------------------------------------------------- | ------------------ | -------- | -------------------------------------------------------- |
| 25. Juni 2023 | 3    | ITA Triathlon National Championships                       | Alba Adriatica     |          |                                                          |
| 6. Mai 2023   | 2    | Kalterer See Triathlon                                     | Kaltern            | 01:51:10 |                                                          |
| 17. Okt. 2021 | 7    | ITA Triathlon National Championships                       | Lignano Sabbiadoro | 01:51:19 | hinter Alice Betto                                       |
| 12. Okt. 2019 | 2    | ITA Triathlon National Championships                       | Cervia             |          |                                                          |
| 28. Sep. 2019 | 1    | ITA Sprint Triathlon National Championships                | Lignano            | 00:59:59 | Staatsmeisterin auf der Sprintdistanz                    |
| 2. Juni 2018  | 19   | ITU Triathlon World Cup                                    | Cagliari           | 01:02:52 | hinter der österreichischen Siegerin Lisa Perterer       |
| 20. Mai 2017  | 4    | ATU Sprint Triathlon African Cup                           | Larache            | 01:01:00 |                                                          |
| 22. Jan. 2017 | 2    | CAMTRI Triathlon American Cup                              | La Paz             | 02:19:22 |                                                          |
| 7. Mai 2016   | 1    | Kalterer See Triathlon                                     | Kalterer See       | 02:10:24 |                                                          |
| 1. Nov. 2014  | 1    | ATU Triathlon African Cup                                  | Agadir             | 02:11:49 |                                                          |
| 4. Okt. 2014  | 3    | ITA Sprint Triathlon National Championships                | Riccione           | 01:06:51 | Dritte bei der Staatsmeisterschaft auf der Sprintdistanz |
| 13. Sep. 2014 | 6    | ITA Triathlon National Championships                       | Sapri              | 02:01:52 |                                                          |
| 10. Aug. 2014 | 2    | ETU Triathlon European Cup and Mediterranean Championships | Loutraki           | 01:03:45 |                                                          |

| Datum/Jahr    | Rang | Wettbewerb                                 | Austragungsort | Zeit     | Bemerkung                                          |
| ------------- | ---- | ------------------------------------------ | -------------- | -------- | -------------------------------------------------- |
| 30. Apr. 2022 | 3    | ITA Cross Triathlon National Championships | Capoliveri     | 02:45:44 | Dritte bei der Staatsmeisterschaft Cross-Triathlon |

(DNF – Did Not Finish)